# Ilmari Unho
Ilmari Unho (22 de octubre de 1906 – 3 de abril de 1961) fue un guionista y director cinematográfico finlandés.

## Biografía
Su nombre completo era Kaino Ilmari Unho, y nació en Uusikaupunki, Finlandia. En sus comienzos Unho trabajó como actor y escribió obras teatrales que posteriormente fueron adaptadas al cine. Más adelante se dedicó a la dirección, rodando películas entre 1938 y 1953, año en el que la productora Suomi-Filmi redujo su actividad. 
En su faceta teatral, Unho se inició como ayudante en el Teatro Nacional de Finlandia en 1922, siendo igualmente actor teatral. Fue director en Rovaniemi en 1931–1932, y actor y director en Pori y en Víborg.  
Entre las películas más relevantes de las realizadas por Unho figuran ”Minä elän” (1946), sobre la vida de Aleksis Kivi, y Ruusu ja kulkuri (1948), que narra la historia del cantante Abraham Ojanperä. Dirigió un total de 26 producciones entre 1939 y 1953. Además, casi siempre participó en los guiones de sus cintas, escribiendo también para los directores Hannu Leminen (Valkoiset ruusut, Vieras mies), Toivo Särkkä (1918 – mies ja hänen omatuntonsa) y Valentin Vaala (Nummisuutarit).
Ilmari Unho falleció en Pori, Finlandia, en el año 1961. Fue enterrado en el Cementerio Honkanummi, en Vantaa. Estuvo casado con la actriz Kaisu Leppänen entre 1927 y 1930, y con la también actriz Salli Karuna desde 1935 hasta la muerte de él. Con Karuna tuvo tres hijos: Kari (1939), Turo (1943) y Matti (1945).

## Filmografía (selección)

### Director
- 1939 : Punahousut
- 1940 : Kersantilleko Emma nauroi?
- 1940 : Poikani pääkonsuli
- 1941 : Poretta eli keisarin uudet pisteet
- 1942 : Neljä naista
- 1942 : Kuollut mies rakastuu
- 1943 : Syntynyt terve tyttö
- 1943 : Miehen kunnia
- 1943 : Kirkastettu sydän
- 1944 : Kuollut mies vihastuu
- 1944 : Kartanon naiset
- 1945 : Kolmastoista koputus
- 1945 : Valkoisen neilikan velho
- 1946 : ”Minä elän”
- 1947 : Pimeänpirtin hävitys
- 1947 : Koskenkylän laulu
- 1948 : Kilroy sen teki
- 1948 : Ruusu ja kulkuri
- 1949 : Kanavan laidalla
- 1949 : Kalle-Kustaa Korkin seikkailut
- 1950 : Härmästä poikia kymmenen
- 1951 : Sadan miekan mies
- 1951 : Kuisma ja Helinä
- 1952 : "Jees, olympialaiset", sanoi Ryhmy
- 1952 : Rengasmatka eli peräkylän pikajuna
- 1953 : Sillankorvan emäntä

### Guionista
- 1937 : Miehen kylkiluu
- 1938 : Jääkärin morsian
- 1940 : Tottisalmen perillinen
- 1943 : Valkoiset ruusut
- 1946 : Naimisiin päiväksi
- 1957 : 1918 – mies ja hänen omatuntonsa